# Alexander Granach

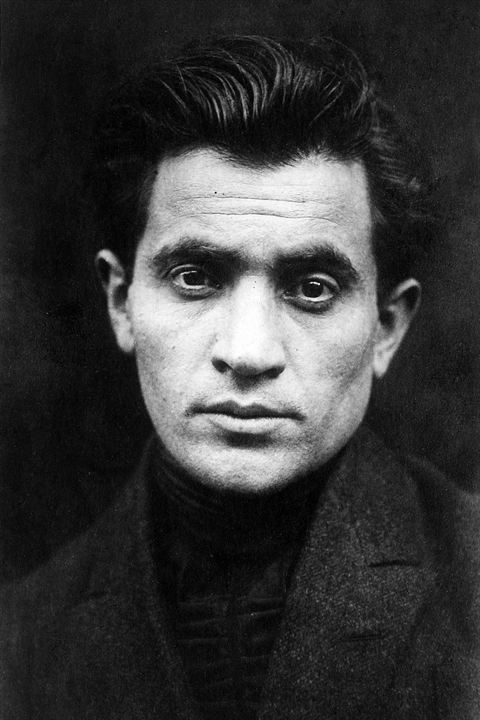
Alexander Granach (um 1920)

Alexander Granach; eigentlich Jessaja Szajko Gronach (* 18. April 1890 in Werbowitz, Bezirk Horodenka, Ostgalizien, Österreich-Ungarn; † 14. März 1945 in New York City, USA) war ein deutsch-österreichischer Schauspieler. Eine besonders bekannte Rolle Granachs ist der Makler Knock in Friedrich Wilhelm Murnaus Film Nosferatu – Eine Symphonie des Grauens (1922).

## Leben

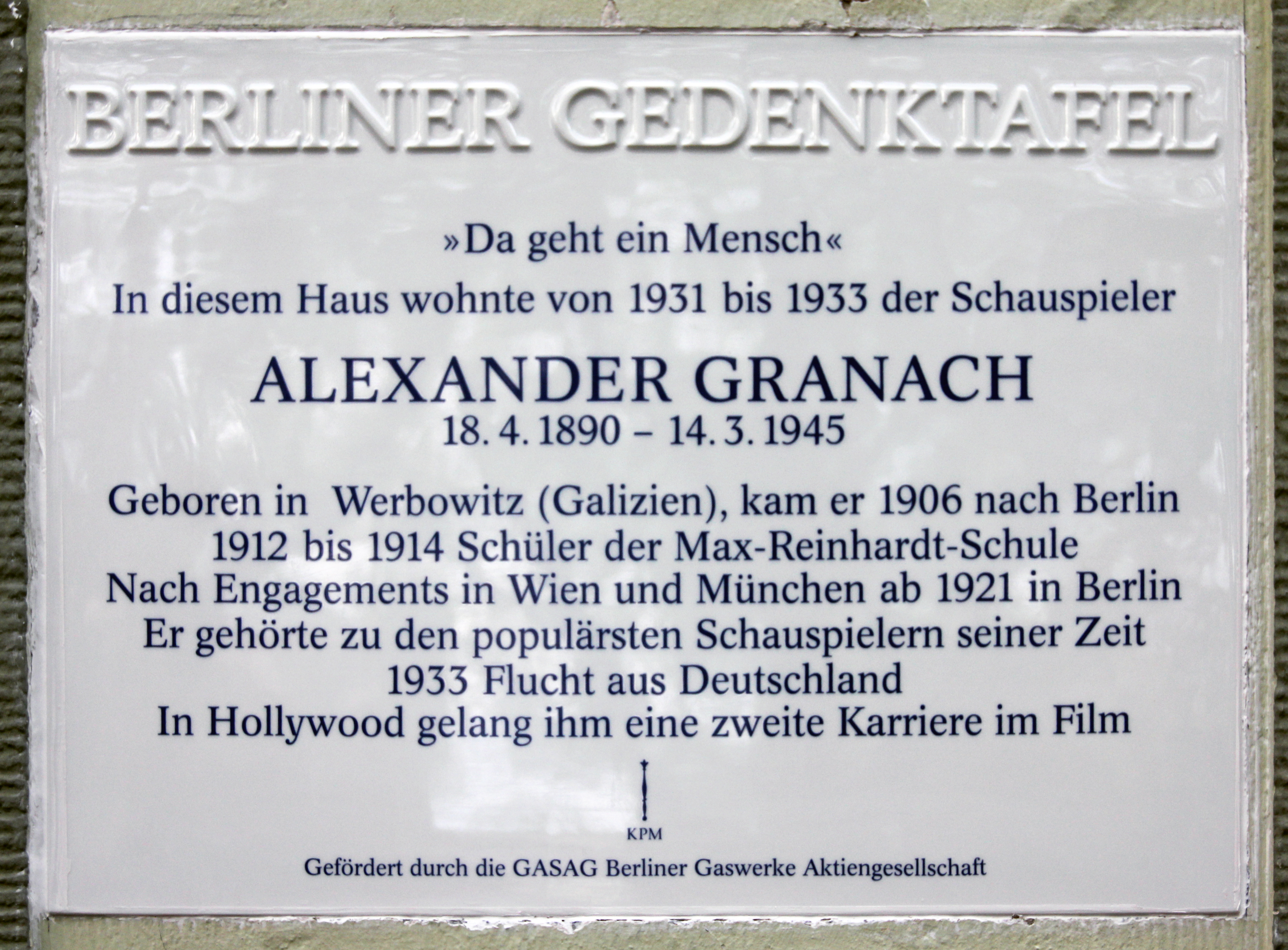
Berliner Gedenktafel am Haus, Heiligendammer Straße 17a, in Berlin-Schmargendorf

Granach wurde als neuntes Kind einer armen jüdischen Bauernfamilie in einem galizischen Schtetl geboren.
Anfangs besuchte er die jüdische Elementarschule (Cheder) in der Kleinstadt Skopje, dann eine der von Maurice de Hirsch gestifteten Schulen. Dadurch erlangte er einen höheren Bildungsgrad als die meisten Menschen seiner Umgebung. Als er sechs Jahre alt war, eröffnete sein Vater in der Kleinstadt Horodenka eine Bäckerei, die aber schlecht lief. Granach arbeitete dort und danach bei anderen Bäckern als Gehilfe. Er kam in Kontakt mit russisch-jüdischen Studenten und sympathisierte mit der revolutionären Bewegung in Russland.
In Lemberg besuchte er erstmals mit seinen Brüdern Leipzi und Amrum das jiddische Theater und beschloss, Schauspieler zu werden.
1906 gelangte Granach über Wien nach Berlin, wo er zunächst seinen Lebensunterhalt als Bäcker verdiente. Mit siebzehn las er die Novelle Der Shylock von Barnow von Karl Emil Franzos. „Ich lag da und heulte über das Unrecht, das diesem Menschen widerfahren war. Damals beschloss ich, mein ganzes Leben daranzusetzen, um einmal der Welt dieses Unrecht ins Gesicht schleudern zu können.“
Er schloss sich in Berlin einem jiddischen Amateurtheater an, wo er erste schauspielerische Erfahrungen sammelte. Dort sah ihn der Maler Hermann Struck in dem Stück Got, mentsch un tajwl von Jacob Gordin. Struck war begeistert vom Spiel Granachs. Er riet ihm, Deutsch zu lernen und ein deutscher Schauspieler zu werden, weil er mit Jiddisch zu sehr begrenzt sei, und gab ihm Empfehlungen an den Theaterkritiker Fritz Engel und den Schauspieler Emil Milan. Bei Milan erhielt Granach dann als Freischüler Unterricht. Milan schickte ihn zum Vorsprechen bei Max Reinhardt für die Schauspielschule des Deutschen Theaters, und Granach bekam sofort einen Fünfjahresvertrag. Auf Anraten des Sekretärs des Theaters änderte Granach seinen jüdischen Namen in Alexander Granach.
Als Folge seiner schweren Arbeit als Bäcker hatte Granach krumme Beine. Er befürchtete, dass das seiner Schauspielerkarriere schaden würde. Deshalb ließ er sie sich in zwei risikoreichen Operationen brechen und richten. Im Spieljahr 1913/1914 konnte er mit nun geraden Beinen wieder arbeiten. Danach unternahm er eine Wandertour durch Deutschland, „erstens, meine neuen Beine auszuprobieren, und zweitens, Land und Leute kennenzulernen, meine neue Wahlheimat“.
Als 1914 der Erste Weltkrieg begann, fuhr Granach in seine galizische Heimat, wo er zur österreich-ungarischen Armee eingezogen wurde. Er nahm u. a. an den Isonzoschlachten teil und geriet dabei in italienische Gefangenschaft. Er kam in ein riesiges Gefangenenlager in der Kartause von Padula, konnte von dort fliehen und gelangte in einer mehr als vier Wochen dauernden Odyssee über die Alpen in die Schweiz. Als er nach Österreich zurückkehrte, wurde er erneut eingezogen und erlebte den Zusammenbruch der österreichischen Armee. Nach einem Besuch in seiner Heimat hatte er am Münchner Schauspielhaus unter Hermine Kröner ein kurzes Engagement als Wurm in Kabale und Liebe und als Shylock im Kaufmann von Venedig. Dann ging er wieder nach Berlin, wo er sich zu einem der bedeutendsten und populärsten Schauspieler entwickelte.
Granach verkörperte Anfang der 1920er Jahre an der Berliner Volksbühne den Shylock. Er galt als einer der besten Shylock-Darsteller. Er spielte u. a. auch unter Erwin Piscator 1927 in Hoppla, wir leben! und am Preußischen Staatstheater unter Leopold Jessner.
Die Schauspielerin Mischket Liebermann erzählt in ihrer Autobiografie, wie sie Granach Anfang der 1920er Jahre in Berlin kennenlernte. Sie schrieb: „Er sympathisierte mit den Kommunisten … Viele kommunistische Künstler zählten zu seinen Freunden, Hans Rodenberg, Erwin Piscator, Gustav von Wangenheim, Erich Weinert …“ 1920 debütierte Alexander Granach beim Film mit Die Liebe vom Zigeuner stammt…. Er trat in einigen Hauptwerken des expressionistischen Films auf: Murnaus Nosferatu – Eine Symphonie des Grauens (1921), Arthur Robisons Schatten – Eine nächtliche Halluzination (1923) und Jessners Erdgeist (1923).
1929 gründete Granach ein Schauspieler-Kollektiv, Das Novemberstudio, das im selben Jahr mit zwei Inszenierungen vor das Berliner Publikum trat.
Im deutschen Tonfilm konnte er nur noch in wenigen Produktionen mitwirken wie in 1914 – Die letzten Tage vor dem Weltbrand, Danton und Kameradschaft. 1933 musste er aufgrund seiner politisch linksgerichteten Einstellung und seiner jüdischen Herkunft emigrieren und ging nach einer Zwischenstation in der Schweiz nach Warschau. Dort spielte er auf Jiddisch in der Uraufführung von Friedrich Wolfs Drama Professor Mamlock die Titelrolle. Danach ging er mit dem Stück in Polen auf Tournee. 1935 erhielt er eine Einladung ans Jiddische Theater in Kiew und übersiedelte im Mai in die Sowjetunion. Dort spielte er in zwei Filmen mit, Poslednij Tabor – Das letzte Zigeunerlager und Borzy – Kämpfer. Im Zuge der stalinistischen Säuberungen wurde Alexander Granach am 12. November 1937 in Kiew verhaftet. Dank der Intervention von Lion Feuchtwanger erhielt er jedoch eine Ausreisegenehmigung nach Zürich und konnte die Sowjetunion am 16. Dezember 1937 verlassen. Am Schauspielhaus Zürich hatte er in Macbeth und Dantons Tod seine letzten Auftritte in Europa.
Im Frühjahr 1938 emigrierte er in die USA, wo er sich zunächst in New York aufhielt und auf das Erlernen der englischen Sprache konzentrierte, bevor er eine neue Filmkarriere in Hollywood begann. Dort spielte er u. a. in den Filmen Ninotschka an der Seite von Greta Garbo, Auch Henker sterben unter der Regie von Fritz Lang, sowie in The Hitler Gang und Das siebte Kreuz. Wie andere deutsche Emigranten musste er wegen seines deutschen Akzents häufig Nazis spielen. Ab Dezember 1944 trat er erfolgreich am New Yorker Broadway in dem Stück A Bell for Adano auf.
Alexander Granach war in erster Ehe mit Martha Guttmann verheiratet. Mit ihr hatte er einen Sohn, Gerhard (* 1915), der 1936 nach Palästina emigrierte und bis zu seinem Tod am 6. Januar 2011 als Gad Granach in Jerusalem lebte. Die Ehe wurde 1921 geschieden. Später lebte Granach mit der Schauspielerin Lotte Lieven-Stiefel zusammen, die er als seine legitime Ehefrau anerkannt sehen wollte, obwohl sie nicht verheiratet waren.
Alexander Granach starb am 14. März 1945 in New York nach einer Blinddarmoperation an einer Lungenembolie. Im selben Jahr erschien postum seine Autobiografie Da geht ein Mensch in einem schwedischen Exilverlag.

## Kennzeichnende Zitate
- als Bühnenschauspieler:

Einer der eigenartigsten Gestalter war Alexander Granach … Es trieb ihn früh nach Berlin, wo er noch Handwerker war und auf einer Jargonbühne agierte. Mit äußerster Zähigkeit bildete er sich weiter und begann als jüngster aller Shylocks in München. Zuerst legte er grelle Farben an. Dann führte er in der kühlen Luft Berlins, so drastisch er auch blieb, das Übermaß zum Maß zurück. Gedrungenen Körpers, mit sprechendem Auge, mit einer metallreichen Stimme, aber nun auch im Schrei diszipliniert, spielte er den Franz Moor. Er war Goethes Mephisto, Schillers Isolani und mit sprudelnder Beweglichkeit war er im „Fiesco“ ein Muley Hassan, der aus einer kleinen Rolle eine große machte.
- als Filmschauspieler:

 … geräuschvoller Naturbursche ….

## Filmografie
- 1920: Die Liebe vom Zigeuner stammt. Regie Hans Staufen.
- 1921: Der große Chef. Regie Max Obal
- 1922: Nosferatu – Eine Symphonie des Grauens; Regie: Friedrich Wilhelm Murnau
- 1922: Lucrezia Borgia; Regie: Richard Oswald
- 1922: Die Tänzerin Navarro
- 1923: Erdgeist; Regie: Leopold Jessner
- 1923: Paganini; Regie: Heinz Goldberg
- 1923: Der Mensch am Wege; Regie: Wilhelm Dieterle
- 1923: Schatten; Regie: Arthur Robison
- 1923: I.N.R.I.; Regie: Robert Wiene
- 1924: Carlos und Elisabeth
- 1925: Ein Sommernachtstraum; Regie: Hans Neumann
- 1926: Qualen der Nacht; Regie: Kurt Bernhardt
- 1927: Svengali; Regie: Gennaro Righelli
- 1928: Freie Fahrt; Regie: Ernő Metzner
- 1928: Das letzte Fort; Regie: Kurt Bernhardt
- 1928: Der Adjutant des Zaren
- 1929: Großstadtschmetterling; Regie: Richard Eichberg
- 1929: Flucht in die Fremdenlegion
- 1930: Die letzte Kompagnie; Regie: Curtis Bernhardt
- 1930: 1914, die letzten Tage vor dem Weltbrand; Regie Richard Oswald
- 1931: Danton; Regie: Hans Behrendt
- 1931: Der Raub der Mona Lisa; Regie: Géza von Bolváry
- 1931: Kameradschaft; Regie: Georg Wilhelm Pabst
- 1936: Kämpfer (Borzy); Regie: Gustav von Wangenheim
- 1939: Ninotschka (Ninotchka); Regie: Ernst Lubitsch
- 1941: So Ends Our Night; Regie: John Cromwell
- 1941: A Man betrayed; Regie: John H. Auer
- 1942: Joan of Paris; Regie: Robert Stevenson
- 1943: Auch Henker sterben (Hangmen Also Die!); Regie: Fritz Lang
- 1943: Wem die Stunde schlägt (For Whom the Bell Tolls); Regie: Sam Wood
- 1943: Three Russian Girls
- 1944: Voice in the Wind; Regie: Arthur Ripley
- 1944: The Hitler Gang; Regie: John Farrow
- 1944: Das siebte Kreuz (The Seventh Cross); Regie: Fred Zinnemann

## Theater
- 1925: William Shakespeare: Der Kaufmann von Venedig – Regie: Fritz Holl (Theater Volksbühne am Bülowplatz Berlin)
- 1925: Anatoli Lunatscharski: Der befreite Don Quijote – Regie: Fritz Holl (Theater Volksbühne am Bülowplatz Berlin)
- 1926: Maxim Gorki: Nachtasyl (Luka) – Regie: Erwin Piscator (Theater Volksbühne am Bülowplatz Berlin)
- 1926: Dietzenschmidt: Vom lieben Augustin – Regie: Viktor Schwanneke (Theater Volksbühne am Bülowplatz Berlin)
- 1926: Alfons Paquet: Sturmflut – Regie: Erwin Piscator (Theater Volksbühne am Bülowplatz Berlin)
- 1926: Johann Wolfgang von Goethe:  Faust I – Regie: Fritz Holl (Theater Volksbühne am Bülowplatz Berlin)
- 1926: Stefan Zweig: Volpone oder Der Tanz ums Geld – Regie: Viktor Schwanneke (Theater Volksbühne am Bülowplatz Berlin)
- 1927: Ehm Welk: Gewitter über Gotland – Regie: Erwin Piscator (Theater Volksbühne am Bülowplatz Berlin)
- 1927: William Shakespeare: Ein Sommernachtstraum – Regie: Fritz Holl (Theater Volksbühne am Bülowplatz Berlin)
- 1928: Dietzenschmidt: Hinterhauslegende – Regie: Wolfgang Hoffmann-Harnisch (Schiller Theater Berlin)
- 1928: Georg Kaiser: Gas (Schreiber) – Regie: Leopold Jessner (Schiller Theater Berlin)
- 1929: Ferdinand Reyher: Harte Bandagen (Trainer) – Regie: Leopold Jessner (Staatliches Schauspielhaus Berlin)
- 1930: William Shakespeare: Liebes Leid und Lust (König) – Regie: Jürgen Fehling (Staatliches Schauspielhaus Berlin)
- 1930: David Kalisch: 100.000 Taler – Regie: Emil Rameau (Schiller Theater Berlin)
- 1932: Sigmund Graff: Die endlose Straße – Regie: Leopold Lindtberg (Schiller Theater Berlin)
- 1932: Hans Kyser: Abschied von der Liebe – Regie: Hans Kyser (Schiller Theater Berlin)
- 1933: Richard Billinger: Rosse (Vertreter) – Regie: Leopold Jessner (Schauspielhaus Berlin)

## Schriften
- Da geht ein Mensch. Roman eines Lebens. Ölbaum, Augsburg 2003, (Neuauflage) ISBN 3-927217-38-7. Diese Autobiographie erschien zuerst 1945 im Exil-Verlag Neuer Verlag in Stockholm und wurde seitdem in vielen Ausgaben immer wieder aufgelegt, u. a. 1965 im Henschelverlag Berlin.
- Du mein liebes Stück Heimat. Briefe an Lotte Lieven aus dem Exil. Hrsg. von Angelika Wittlich und Hilde Recher. Mit einem Vorwort von Mario Adorf und einem Nachwort von Reinhard Müller. Augsburg: Ölbaum, 2008.
- There Goes an Actor: The Autobiography of a Distinguished Actor’s Early Years. Doubleday, Doran, New York, 1945.
- From the Shtetl to the Stage: The Odyssey of a Wandering Actor. Transaction Publishers, New Brunswick, NJ, 2010. (With a new Introduction by Herbert S. Lewis.)

## Dokumentarfilme
- Fast verwehte Spuren, Regie: Albert Klein, 1986 (TV).
- Granach der Jüngere, Regie: Anke Apelt, 1997, Kino, 88 min.
- Alexander Granach – Da geht ein Mensch in der Online-Filmdatenbank, Regie: Angelika Wittlich, 2012.